# Charles Dana Gibson

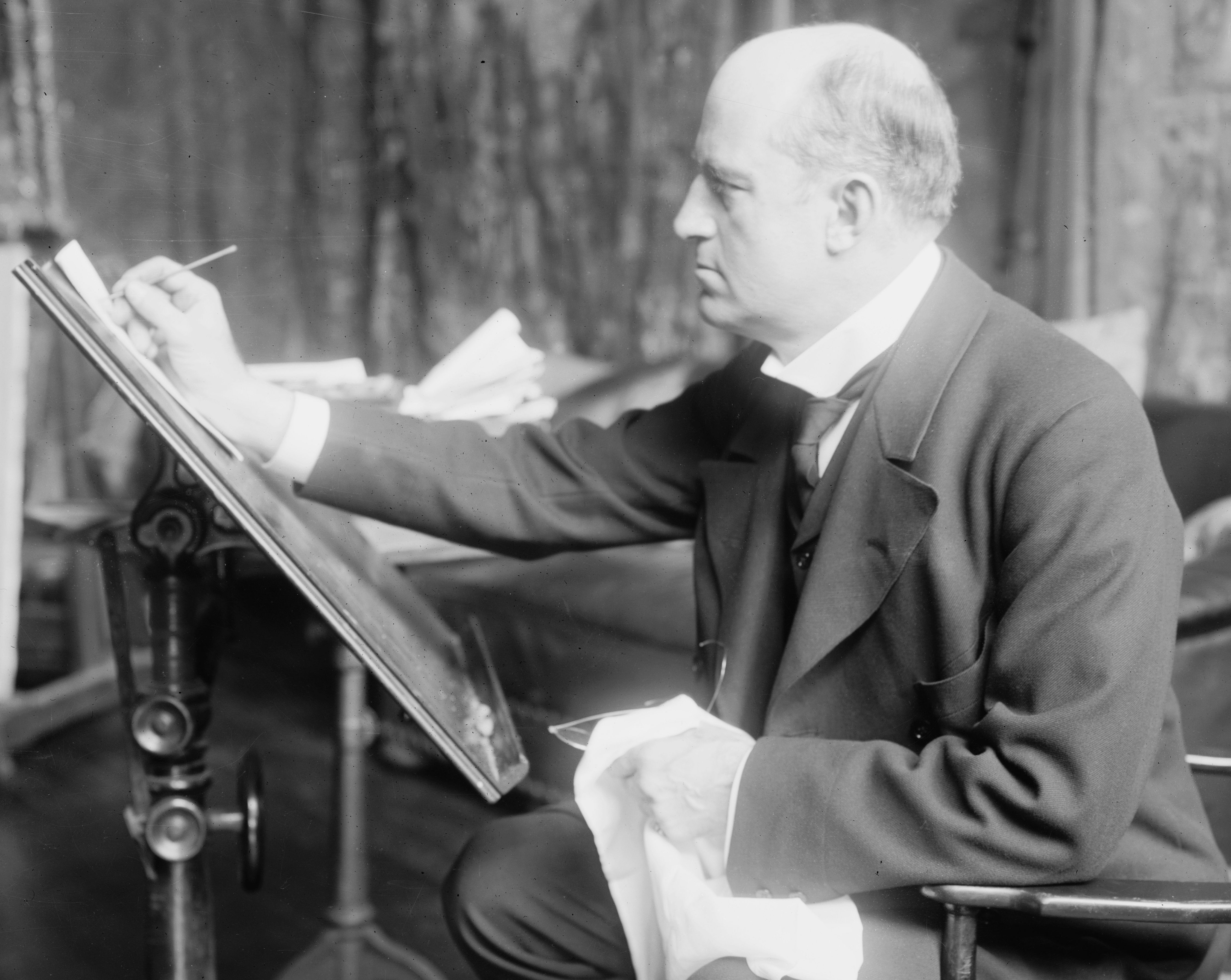
Charles Dana Gibson

Charles Dana Gibson, född 14 september 1867, död 23 december 1944, var en amerikansk illustratör.

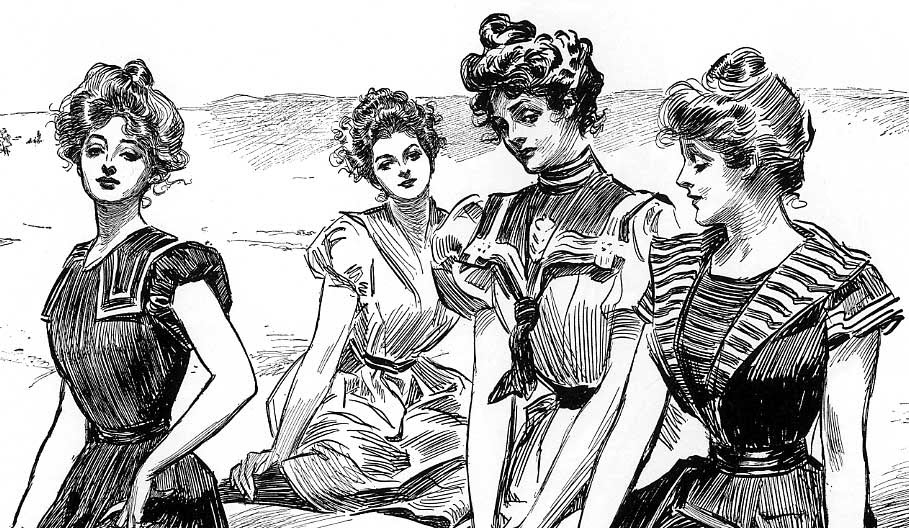
Picturesque America, Anywhere Along the Coast, av Charles Dana Gibson, omkring 1900.

Gibson skildrade med humor och elegans amerikansk mentalitet, särskilt inom penningaristokratin, och gav med sina Gibson girls träffsäkra typer för kvinnlig ungdom. Gibson var även verksam i London och Paris. Bland Gibsons i bokform utgivna teckningsserier märks Picture of people (1896), The education of mr. Pipp (1899) och The Americans (1900).